# タカハシホタテ

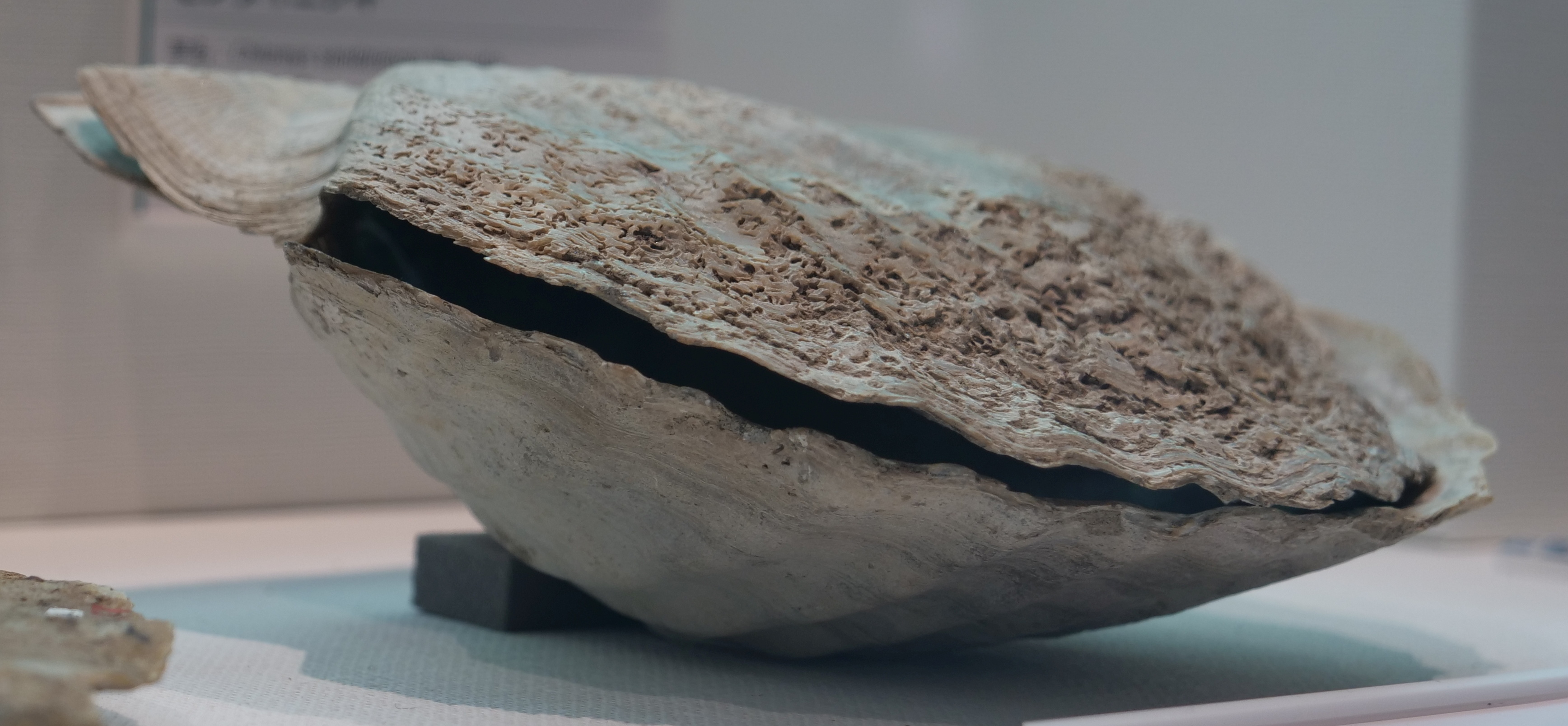
側面から。上の写真と同じ個体

タカハシホタテ（学名 Fortipecten takahashii）は、二枚貝の種で、新生代の約700万年前から約100万年前まで北日本とサハリン・カムチャツカ周辺の海に棲息していた。軟体動物、二枚貝綱、イタヤガイ科、タカハシホタテ属。絶滅種。

## 発見と名
1930年に本種を記載したのは東京帝国大学（今の東京大学）教授の横山又次郎。 種小名 "takahashii" は、本種を含む多数の標本を送った樺太庁大泊中学校博物課の教授、高橋周一への献名である。当時、樺太（サハリン）は日本領であった。
当初イタヤガイ属 (Pecten) とされたが、1940年（昭和15年）に東北帝国大学（今の東北大学）の矢部長克と畑井小虎が、新たにタカハシホタテ亜属 (Fortipecten) を提唱した。1962年（昭和27年）に東北大学の増田孝一郎がタカハシホタテ属に昇格させた。
横山は同じ産地の小型の化石にPecten agnatusという別種を見出したが、それは現在ではタカハシホタテの幼貝とみなされている。

## 分布と時代
新生代の北西太平洋に分布。北海道を中心に、日本の東北地方、サハリン、カムチャツカ半島の、砂岩かシルト岩の地層から見つかる。当時は浅い海であった。鮮新世を中心にした冷水あるいは冷温帯を示す滝川・本別動物群の代表種である
現在の北海道に相当する冷温帯に棲息し、分布の変化も水温に対応しているとみられる。約700万年前、中新世末期に現れ、約600万年前までは北海道だけに分布していた。最盛期は鮮新世で、約500万年前にはサハリン、東北地方、約400万年前にはカムチャツカまで拡大した。その後気候の寒冷化とともにしだいに分布域が狭まり、更新世初めには北海道に限られるようになり、約100万年前に絶滅した。
絶滅の原因としては、気候の寒冷化のほかに、後述の氷山戦略が、優勢な捕食者の前に抗いきれなかったという可能性も指摘される。

## 形態
上から見た形は現生のホタテガイに近いが、横からみると片方の殻（右殻）が椀のように分厚く膨れている。大きさも、上から見る分にはホタテガイ程度だが、貝殻が格段に分厚い、重量は大きなもので1kgを越える。
右殻を椀とすると、平たい左殻が蓋のように合わさる。膨らみの程度は、場所と時代で差がある。左殻に他の生物の付着や穿孔のあとが多く、右に少ないことから、右を下にしていたことがうかがえる。
殻の付け根の左右につく耳は大きく直線的で、左右あわせて殻長に匹敵する長さになり、足糸湾入が小さい。殻の本体が付け根でつくる頂角は110度。右殻の放射肋は15本程度、左殻には10数本。

## 生態
タカハシホタテは生後2年まで殻が薄く、現生のホタテガイと同じように、海中を遊泳して移動できた。稚貝には殻の合わせ目の特定の位置に隙間があり、そこから水流を出して推進した。
3年目から、夏と冬の2回、貝殻の成長がほぼ停止した。冬は低温のため、夏は産卵にエネルギーを振り向けるためと考えられる。貝殻が分厚くなるのはその3年目からである、その頃に貝殻の隙間もなくなり、水流で動くことはできなくなった。貝殻に含まれる酸素同位体を用いて貝殻形成時の気温を推定した中島礼らのこの研究のサンプルは、2つだけではあるが、それぞれ8年、10年生きた貝であった。
成体のタカハシホタテは、泥の海底に潜ることなくただ横たわって暮らしていた。厚く膨れた殻には、口部が泥に沈み込むことを防ぐことと、傾いたときに姿勢を復元しやすくする利点があったと考えられる。見通しのよい場所で逃げ隠れせず殻の守りに頼る生き方は、氷山戦略と呼ばれ、中生代には盛んであったが、貝殻を破る捕食者が出現して衰退した。タカハシホタテは中生代の氷山戦略者の生き残りではなく、過去の戦略を、捕食圧が低い冷水域で独自に獲得したようである。
現生のホタテガイはタカハシホタテの絶滅まで地理的に重なって共存していた。幼体のうち遊泳し、成体になると底生生活に移る点で両種は似ているが、ホタテガイは成体になっても軽量で、遊泳能力を失わない点が異なる。